# Epeolus autumnalis
Epeolus autumnalis är en biart som beskrevs av Robertson 1902. Epeolus autumnalis ingår i släktet filtbin, och familjen långtungebin. Inga underarter finns listade i Catalogue of Life.